# 4816 Connelly
A 4816 Connelly (ideiglenes jelöléssel 1981 PK) a Naprendszer kisbolygóövében található aszteroida. Edward L. G. Bowell fedezte fel 1981. augusztus 3-án.